# Copperplate Gothic
Copperplate Gothic是美國字型設計師佛雷德利·古迪於1901年所創造的字型。雖然它歸類為無襯線字體，不過在筆劃的尾端有微小的襯線裝飾。
Copperplate Gothic的特色除了尾端有小襯線外，其小寫字母採用小型大寫字母的設計，即使用大寫的寫法，只是尺寸略小。其小寫字母的字高約為大寫字母的4分之3。這種設計讓Copperplate Gothic看起來相當堅實，很適合做為標題字體使用。
這個字型起初設計為信紙印刷之用，現在則廣泛應用在許多商業印刷上，例如名片、律師事務所的毛玻璃門上。